# Bulbophyllum graveolens
Bulbophyllum graveolens es una especie de orquídea epifita originaria de Nueva Guinea. 

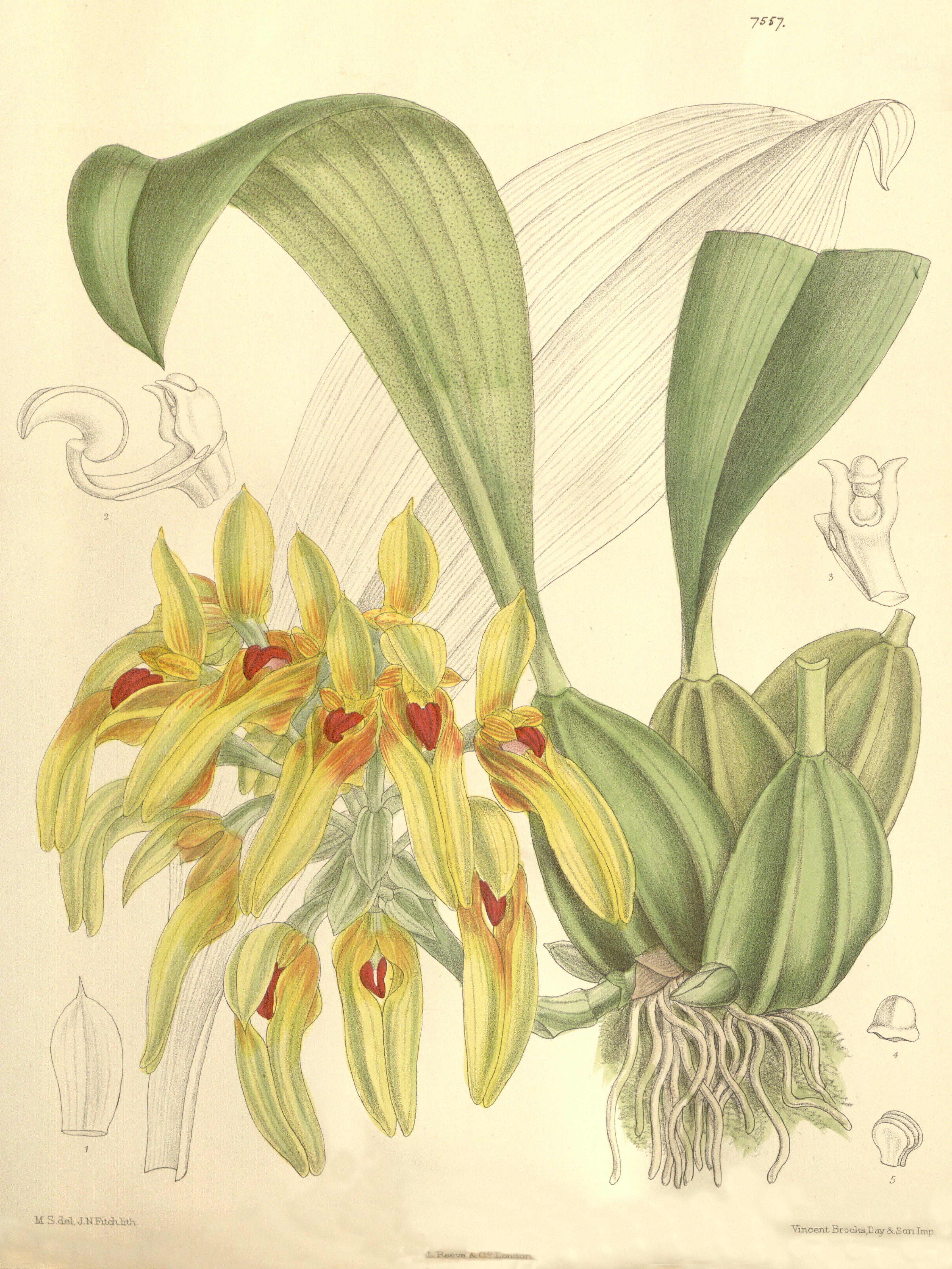
Ilustración

## Descripción
Es una orquídea de pequeño tamaño, de crecimiento cálido con hábitos de epífita  con una hoja muy grande,  con pseudobulbos ovoides a casi elípticos que llevan una sola hoja, erguida, elíptica, obtusa-apiculada, estrechándose gradualmente abajo en la base cortamente pecioladas. Florece en invierno y principios de la primavera tardía en una inflorescencia erecta a arqueada de 23 cm  de largo, delgada, inflorescencia bracteada que tiene una umbela apical de 8-9 flores de larga duración que aparecen por debajo de las hojas en el otoño.
En su cultivo esta especie requiere de un tiesto pesado para contener la planta grande y robusta a la que se debe dar temperaturas calientes, media sombra y alta humedad, así como riegos regulares.

## Distribución y hábitat
Se encuentra en Nueva Guinea en las selvas tropicales sobre los troncos de árboles en las elevaciones de 100 a 600 metros. 

## Taxonomía
Bulbophyllum graveolens fue descrita por (F.M.Bailey) J.J.Sm.   y publicado en Bulletin du Jardin Botanique de Buitenzorg, sér. 2, 8: 24. 1912.
Etimología
Bulbophyllum: nombre genérico que se refiere a la forma de las hojas que es bulbosa.
graveolens: epíteto latino que significa "con fuerte olor".
Sinonimia
- Bulbophyllum pachybulbum (Schltr.) Seidenf.
- Cirrhopetalum graveolens F.M.Bailey
- Cirrhopetalum pachybulbum Schltr.
- Cirrhopetalum robustum Rolfe[4][5]